# Новая Воскресеновка
Но́вая Воскресе́новка — деревня Гнилушинского сельсовета Задонского района Липецкой области. Имеет одну улицу: Садовая.

## Население
| 1859 | 2010 |
| ---- | ---- |
| 281  | ↘35  |